# Sarcophaga nihbadella
Sarcophaga nihbadella är en tvåvingeart som beskrevs av Andy Z. Lehrer 1996. Sarcophaga nihbadella ingår i släktet Sarcophaga och familjen köttflugor. Inga underarter finns listade i Catalogue of Life.